# House of Pain
House of Pain — американський хіп-хоп гурт, який випустив три альбоми в 1990-х роках до того, як лідер гурту, Еверласт, знову подався в сольну кар'єру. Гурт найбільш відомий своїм хітовим синглом «Jump Around», який займав топові позиції в чартах США, Ірландії та Великої Британії. Колектив розпався в 1996 році, але через 14 років, музиканти вирішили знову об'єднатися.

## Склад
- Everlast
- Danny Boy
- DJ Lethal

## Дискографія

### Студійні альбоми
- House of Pain (1992)
- Same as It Ever Was (1994)
- Truth Crushed to Earth Shall Rise Again (1996)

### Міні-альбоми
- Legend (1995)

### Збірки
- Shamrocks & Shenanigans (2004)

### Сингли
- «Jump Around» (1992)
- «Shamrocks and Shenanigans» (1992)
- «Who's the Man?» (1993)
- «On Point» (1994)
- «It Ain't a Crime» (1994)
- «Over There Shit» (1995)
- «Fed Up» (1996)